# Edmonton Oilers
Edmonton Oilers je hokejaški klub iz Edmontona u kanadskoj pokrajini Alberti.
Osnovan je 1971. godine, a izvorno se zvao Alberta Oilers.  Nakon 1972/73. godine nosi današnje ime.
Pridružio se NHL ligi od 1978/79. godine.
Domaće klizalište: 
- Edmonton Gardens (1973. – 1974.)
- Northlands Coliseum (1974. – 2016.)
- Rogers Place (2016.-)

Klupske boje: 
- plava, narančasta i bijela (1971. – 1979.)
- ponoćno plava, bakrena, crvena i bijela

## Uspjesi
- Stanleyev kup 1984., 1985., 1987., 1988. i 1990.
- President's Trophy 1985/86. i 1986/87.

## Poznati igrači i treneri
- Wayne Gretzky
- Mark Messier

## Vanjske poveznice
Edmonton Oilers